# Peter Moore (morderca)
Peter Howard Moore (ur. 19 września 1946) – brytyjski seryjny morderca. Od września do grudnia 1995 roku brutalnie zamordował w Walii cztery osoby. Jak sam stwierdził, zrobił to wyłącznie dla zabawy. Za morderstwa został skazany w październiku 1996 roku na dożywocie. W czerwcu 2008 roku Moore ubiegał się o warunkowe zwolnienie, jednak sąd nie wydał na to zgody.

## Morderstwa i ofiary
1. Henry Roberts (lat 56) – homoseksualista mieszkający w Anglesey, zamordowany we wrześniu 1995 roku.
2. Edward Carthy (lat 28) – mężczyzna, którego Moore spotkał w barze dla homoseksualistów w Clocaenog Forest, został zabity nożem w październiku 1995 roku.
3. Keith Randles (lat 49) – pracownik drogowy, zamordowany nieopodal autostrady A5 na wyspie Anglesey w listopadzie 1995 roku.
4. Anthony Davies (lat 40) – zabity nożem w Pensarn Beach na wyspie Anglesey w grudniu 1995.